# Gilbués
Gilbués é um município brasileiro do estado do Piauí, situado na microrregião do Alto Médio Gurguéia, estando localizado em uma das principais zonas de desertificação do Brasil.

## História
Ocupada originalmente por povos indígenas que foram exterminados, assimilados ou expulsos por colonizadores lusobrasileiros, população indígena conhecida pela tradição oral como "gilbués", esta área acabou dando origem a algumas fazendas de criação de gado, consolidando a colonização na região. Em 1839, um fato histórico marcou as terras que compõem o município de Gilbués, quando elas foram palco nas lutas da Balaiada, movimento revolucionário popular ocorrido nos estados do Piauí e do Maranhão, quando os rebeldes balaios sofreram um ataque na Fazenda Santa Maria, tendo sido os rebeldes derrotados depois de quase 5 horas de fogo cerrado disparado pelas tropas o Exército Imperial.
Gilbués teria sido emancipado pela primeira vez no século XIX com sede no povoado de Santo Antônio de Gilbués, por desmembramento do município de Corrente, pelo Decreto nº 68, de 14 de maio de 1891, e instalado em 14 de julho de 1892. A partir de 1910, passou a denominar-se apenas Gilbués.
Com a revolução de 1930, houve uma mudança política na região, pois, entre 1931 e 1933, Gilbués perdeu sua autonomia, convertendo-se em distrito do município de Corrente até que em 4 de setembro de 1933, a localidade voltou a se emancipar politicamente formando o contemporâneo município de Gilbués e sede de comarca desde 1940.
Em fevereiro de 1947, foram descobertas as primeiras jazidas de diamante em Gilbués, surgindo garimpos que atraíram pessoas de diversas regiões do Brasil.
Isto levou a um surto de crescimento econômico e aumento populacional na região, que chegou a ter até 18 mil habitantes no auge do garimpo entre as décadas de 1940 e 1950. Com a redução do extrativismo mineral por causa do esgotamento das jazidas diamantíferas, a economia de Gilbués se estagnou, mas os danos ambientais causados ao solo devastado acabaram sendo o passivo deixado pela ação antrópica oriundas do extrativismo combinadas com fatores climáticos, os quais contribuíram em parte para o processo de desertificação que foi identificado no final da década de 1990.

## Geografia
O município de Gilbués tem por limites: Norte: Santa Filomena, Bom Jesus, Baixa Grande do Ribeiro; Sul: Barreiras do Piauí, São Gonçalo do Gurguéia e Riacho Frio; Leste: Riacho Frio, Monte Alegre do Piauí e Bom Jesus e a Oeste: estado do Maranhão.
Este município localiza-se à latitude 09º49'54" sul e à longitude 45º20'38" oeste, estando situado a 481 m de altitude.
Gilbués se encontra numa área rebaixada cercada por chapadões, de clima subúmido seco, com precipitação anual média de 1200 mm, que “despencam” torrencialmente, durante um período médio de cinco meses. Essa precipitação torrencial tende a favorecer o surgimento de novas voçorocas e a intensificação das existentes, estando o município tomado por processos de erosão que contribui para que a degradação dos cursos d'água locais.

### Meio ambiente e desertificação
No município de Gilbués está localizado em uma das quatros principais zonas de maior desertificação do país, sendo as outras três: Cabrobó (PE); Seridó (RN) e Irauçuba (CE).
Essas regiões de desertificação possuem em comum a existência de desmatamento indiscriminado, queimadas e pastoreio de caprinos, ovinos e bovinos acima da capacidade de suporte do ambiente local. No caso específico de Gilbués, constata-se um grave quadro de erosão em sulco, causado principalmente por fatores antrópicos e naturais, crateras e ondulações que a população gilbueense chama de "grotas".

### Demografia
A população gilbueense foi recenseada em 2022 pelo IBGE em 10.892 habitantes, com uma população, sob a ótica racial, composta majoritariamente por pessoas pardas (71,1%) e pretas (15,4%), enquanto a população branca é minoria (13,2%).
De acordo com dados da amostra do IBGE de 2010, em termos de crenças religiosas, a população de Gilbués possuiria a seguinte distribuição:
| Religião       | %    |
| -------------- | ---- |
| Catolicismo    | 86,7 |
| Protestantismo | 12,0 |
| Outras         | 0,5  |
| Sem religião   | 0,8  |

Tem por padroeira Divina Pastora, comemorada a 15 de agosto.

## Organização Político-Administrativa
Sendo um município do Brasil, Gilbués é administrada por dois poderes, o executivo e o legislativo, independentes e harmônicos entre si. O primeiro é representado pelo prefeito, auxiliado pelo seu gabinete de secretários e eleito pelo voto popular para um mandato de quatro anos, sendo permitida uma única reeleição para mais um mandato consecutivo, enquanto que o segundo é representado pela Câmara Municipal de Gilbués, órgão colegiado de representação dos munícipes que é composto por 9 vereadores também eleitos por sufrágio universal.
As atuais autoridades que ocupam cargos da organização político-administrativa de Gilbués são as seguintes (data: 31 de janeiro de 2024):
- Prefeito: Amilton Lustosa Figueredo Filho - PP (2021/-)[13]
- Vice-prefeito: Francisco Pereira de Sousa - PSDB (2021/-)[13]
- Presidente da Câmara: Dimas Rosa Medeiros - PP (2023/-)[14]

## Economia
A economia de Gilbués se baseia na agricultura, tendo o arroz, mandioca, soja, feijão e milho como produtos principais, e na pecuária, especialmente do gado para corte.